# Воно живе (фільм, 1974)
«Воно живе» (англ. It's Alive) — американський науково-фантастичний фільм жахів 1974 року, написаний, спродюсований і зрежисований Ларрі Коеном.

## Синопсис
Подружжя Девісів чекає на дитину, яка виявляється мутантом з огидною звичкою вбивати, коли йому страшно. А його легко налякати.

## У ролях
| Актор         | Роль              |
| ------------- | ----------------- |
| Джон П. Райан | Френк Девіс       |
| Шерон Фаррелл | Ленор Девіс       |
| Ендрю Дуґґан  | професор          |
| Ґай Стоквелл  | Боб Клейтон       |
| Джеймс Діксон | лейтенант Перкінс |

## Виробництво
Спеціаліст з гриму Рік Бейкер розробив і створив дитину-вбивцю, зображену у фільмі. Ларрі Коен, який був сценаристом, продюсером і режисером фільму, зателефонував Бейкеру, коли той працював над ефектами для фільму «Екзорцист». Під час першої телефонної розмови Коен представив Бейкеру концепцію фільму і запропонував створити дитячий костюм, який міг би носити кіт Коена, або «курка чи щось таке [...], можливо, дві курки!».
Наступного разу Коен звернувся до Бейкера через два тижні після початку зйомок. Коен вирішив рідко показувати немовля у фільмі і попросив Бейкера створити "манекен немовляти", щоб актори могли реагувати на нього. Бейкер сконструював дитину з алюмінієвої дротяної арматури, що дозволило створити шарнірні кінцівки та регульовані очні яблука. Для знімання широким планом Бейкер створив маску немовляти-мутанта, пару рукавичок і костюм на частину тіла, які одягала тодішня дівчина Бейкера, а згодом дружина Елейн Паркін.

## Випуск
Фільм мав складний прокат з 1974 року. Після завершення роботи над фільмом Коен виявив, що керівники, які підтримували виробництво, були замінені, а нові керівники не виявляли особливого інтересу до проєкту. Студія дозволила показати фільм в одному кінотеатрі у квітні-травні 1974 року в Чикаго. Потім він вийшов обмеженим тиражем, починаючи з 18 жовтня 1974 року.
У березні 1977 року фільм перевидано з новою рекламною кампанією. В оновленій телевізійній рекламі 1977 року зображено дитячий візочок, який супроводжується колисковою піснею "Rock-a-bye Baby" та голосом за кадром, який говорить: «Є лише одна проблема з дитиною Девіса. Вона жива». Нова реклама привабила людей у кінотеатри, заробивши Warner Bros. 7,1 мільйона доларів у США.

## Зовнішні посилання
- It's Alive на сайті IMDb (англ.)
- It's Alive на сайті AllMovie (англ.)
- It's Alive на сайті Rotten Tomatoes (англ.)